# Roger Ascot
Pour les articles homonymes, voir Ascot.
 (février 2017).
Si vous disposez d'ouvrages ou d'articles de référence ou si vous connaissez des sites web de qualité traitant du thème abordé ici, merci de compléter l'article en donnant les références utiles à sa vérifiabilité et en les liant à la section « Notes et références ».
Roger Askolovitch, dit Roger Ascot, est un écrivain et journaliste français né le 11 janvier 1928 à Paris et mort le 27 novembre 2011 à Courbevoie.

## Biographie
Issu d'une famille juive originaire d'Europe centrale, mais marqué par son enfance dans le quartier alors populaire du Marais (le Pletzl en Yiddish) et par les années de guerre au cours desquelles il doit se cacher, il est longtemps proche des courants sionistes de gauche et du Parti socialiste. Après s'être essayé comme chansonnier, il se tourne vers le journalisme, l'écriture et l'engagement.
Son œuvre est centrée sur le destin des Juifs de France, partagés, entre l'amour de leur pays d'adoption, le traumatisme d'une trahison pétainiste et la forte nostalgie d'Israël. Admirateur de François Mitterrand, Roger Ascot évoque aussi la lente trahison des idéaux de la gauche par les hommes de pouvoir.
Ancien rédacteur en chef de la revue L'Arche, il est le père du journaliste Claude Askolovitch. 

## Œuvres

### Romans
- Les Juifs meurent aussi (Paris, Fayard, 1973)
- Les Enfants du square des Vosges (Paris, Fayard, 1977)
- Rose de ma mémoire (Paris, Fayard, 1979)
- Nord-Plage (Paris, Lieu commun, 1987)

### Poèmes
- Itinéraire : 1944-1994 (Genève, Métropolis, 1994)

### Essais
- Le Sionisme trahi ou les Israéliens du dimanche, préface d’Élie Wiesel (Paris, Balland, 1991)
- Les Malins et les Fous (Paris, Balland, 1993)